# Лукодьянов, Исай Борисович
Иса́й Бори́сович Лукодья́нов (1913—1984) — русский советский писатель-фантаст, инженер.

## Биография
Родился в Баку; мать была стенографисткой, отец — банковским служащим. По образованию инженер-механик, научный сотрудник Азербайджанского научно-исследовательского института нефтяного машиностроения (АзИНМаш). Участник Великой Отечественной войны, во время которой служил в ВВС, занимаясь обслуживанием самолетов. Является автором ряда технических книг («Скоростная прокладка подводных трубопроводов» и другие). После войны работал в нефтяной промышленности инженером-конструктором, занимался разработкой легкосплавных труб для бурения нефтяных скважин.
Все научно-фантастические произведения Лукодьянова написаны в соавторстве с двоюродным братом (по матери) — Е. Л. Войскунским. В творческом дуэте Лукодьянов обеспечивал идеи и технические подробности, литературной обработкой занимался Войскунский.

## Научно-фантастическое творчество
По свидетельству Войскунского, к написанию их первого с Лукодьяновым научно-фантастического романа подтолкнуло ДТП, — выскочивший из-под колёс грузовика пешеход показался им бесплотным, прошедшим сквозь автомобиль. Идея о предмете, проходящем сквозь другие тела, и легла в основу романа Экипаж «Меконга». Работа над книгой продолжалась два года. Рукопись авторы отправили в Детгиз, где она попала на рассмотрение литературному редактору А. Н. Стругацкому. Аркадий Натанович рекомендовал книгу к печати, и она была издана летом 1962 года в серии «Библиотека приключений и научной фантастики» (известной по оформлению обложки как «рамка»). За время подготовки к изданию отрывки из романа печатались в журналах «Молодёжь Алтая», Барнаул (1961 год) и «Знамя труда», Красноводск (1961 год), а также в журнале «Знание — сила» (1961 год, № 8). Сокращённый вариант опубликован также в журнале «Литературный Азербайджан» (№№ 8 — 12 за 1961 год).
Стилизованный под «жюльверновскую» фантастику роман, содержащий историческую, морскую, приключенческую и детективную составляющие, пронизанный сатирой и юмором, принес соавторам всесоюзную популярность. Линию исторической фантастики в их творчестве продолжили романы Очень далёкий Тартесс (написан в 1966, опубликован в 1968 году), посвященный теме гибели высокоразвитой цивилизации Пиренейского полуострова в результате экспериментов с атомной энергией, и Ур, сын Шама (1975 год), — непрямое продолжение «Экипажа „Меконга“». Молодые учёные встречаются с древними шумерами, похищенными в своё время пришельцами.
Космическая НФ Войскунского и Лукодьянова более традиционна. В романе Плеск звёздных морей (1970) описаны попытки преобразования Венеры и дана панорама коммунистической Земли. В романе Незаконная планета (1980) осваивающее внешние рубежи Солнечной системы человечество вступает в контакт с жителями Плутона, питающимися чистой энергией.